# Abu Umar al-Kurdi
Abu Umar al-Kurdi (arabisch أبو عمر الكردي Abū ʿUmar al-Kurdī; * 1968; † 2007 in Bagdad) alias Sami Muhammad Ali Said al-Dschaaf, war der oberste Bombenspezialist von Abu Musab al-Zarqawis Terrororganisation im Irak, at-Tauhīd wa al-Dschihād. Er wurde im Januar 2005 festgenommen und 2007 hingerichtet.
Laut amerikanischen und irakischen Behörden war al-Kurdi ein Veteran aus Trainingscamps in Afghanistan und wurde 2003 der oberste Bombenspezialist von Zarqawis Gruppe. Angeblich wurde al-Kurdi die Bombenherstellung möglich durch die Verwendung von Hunderten von Raketen und von Sprengstoff, den ein anderes Mitglied, Ammar az-Zubaidi, aus irakischen Lagerhäusern zu Beginn der Invasion des Irak 2003 gestohlen hatte.
Als er am 15. Januar 2005 festgenommen wurde, sagten die Behörden, dass er für 75 Prozent der Autoanschläge im Irak seit August 2003 verantwortlich gewesen sei und angeblich 32 davon gestanden habe. Darunter waren der Anschlag auf die jordanische Botschaft, auf das UN-Hauptquartier, die Tötung von Ajatollah Muhammad Baqir al-Hakim, der Anschlag auf den italienischen Stützpunkt in  Nasiriyya und der Anschlag, bei dem Ezzedine Salim, der Vorsitzende des Irakischen Regierungsrats, getötet wurde.
Die Behörden gaben an, dass al-Kurdi Anschläge auf Wahllokale während der Parlamentswahlen vom 30. Januar 2005 geplant haben soll. Er habe außerdem Informationen über Zarqawis Bewegung, Verstecke und Kommunikationswege gegeben. al-Kurdi wurde 2007 in Bagdad hingerichtet.